# Antrodia
Antrodia P. Karst. (jamkówka) – rodzaj grzybów z rodziny pniarkowatych (Fomitopsidaceae).

## Charakterystyka
Grzyby kortycjoidalne o owocniku jednorocznym lub wieloletnim, rozpostartym lub rozpostarto odgiętym, rzadziej bocznie osadzonym, o konsystencji przeważnie twardej lub twardawej i jasnej barwie. Hymenofor poroidalny, pory okrągłe do kanciastych. System strzępkowy dimityczny, strzępki generatywne ze sprzążkami, często nieregularnie pogrubione, strzępki szkieletowe szkliste, u niektórych gatunków lekko zabarwione, zwykle nieamyloidalne, u kilku gatunków czasami amyloidalne. Cystyd brak, często są natomiast występują małe, wrzecionowate, w środku nabrzmiałe cystydiole. Podstawki maczugowate, 4-sterygmowe ze sprzążką bazalną. Bazydiospory o kształcie od kiełbaskowatych do podłużnie elipsoidalnych, szkliste, cienkościenne, gładkie, nieamyloidalne. Grzyby saprotroficzne powodujące brunatną zgniliznę drewna, głównie drzew iglastych.
Charakterystyczne cechy Antrodia to poroidalny hymenofor, dimityczny system strzępkowy, nieamyloidalne bazydiospory i powodowanie brunatnej zgnilizny drewna. W ostatnich latach niektóre zaliczane do Antrodia gatunki zostały przeniesione do rodzajów Amyloporia, Fibroporia, Resinoporia.

## Systematyka i nazewnictwo
Pozycja w klasyfikacji: Antrodia, Fomitopsidaceae, Polyporales, Incertae sedis, Agaricomycetes, Agaricomycotina, Basidiomycota, Fungi.
Takson utworzył w 1879 r. Petter Adolf Karsten. Synonimy: Adustoporia Audet, Amyloporia Singer, Amyloporia Singer, Amyloporiella A. David & Tortič, Cartilosoma Kotl. & Pouzar, Coriolellus Murril.
Nazwę polską podał Władysław Wojewoda w 1996 r. W polskim piśmiennictwie mykologicznym gatunki należące do tego rodzaju opisywane były także pod nazwami: białak, chrząstnik, huba, mąkosa, podskórnik, podskórniczek, porak, porzyca, sprzążkownica, żagiew.
Rodzaj Antrodia w opracowaniu W. Wojewody z 2003 r. był taksonem polifiletycznym. W wyniku badań mykologicznych liczne zaliczane do niego gatunki zostały w późniejszych latach przeniesione do innych rodzajów.
Gatunki występujące w Polsce:
- Antrodia albida (Fr.) Donk 1966[5] – jamkówka biaława[6]
- Antrodia gossypium (Speg.) Ryvarden 1973 – jamkówka bawełniana
- Antrodia heteromorpha (Fr.) Donk 1966 – jamkówka różnokształtna
- Antrodia macra (Sommerf.) Niemelä 1985 – jamkówka wierzbowa

Nazwy naukowe na podstawie Index Fungorum. Nazwy polskie według W. Wojewody i innych.